# Deprivació sensorial
La deprivació sensorial o isolació perceptual és la reducció o eliminació de estímuls d'un o més sentits de forma deliverada. La deprivació sensorial s'ha utilitzat en la medicina alternativa i en experiments psicològics a partir d'aparells com ara el tanc d'aïllament sensorial.
Sessions curtes de deprivació sensorial han resultat en senitments de relaxament i en facilitat en la meditació. En canvi, sessions extensives o forcades han arribat a provocar ansietat, al·lucinacions i depressió entre altres efectes.
Un fenomen relacionat és la deprivació perceptual o efecte Ganzfeld. En aquest cas, a diferència, s'utilitza un estímul constant i uniforme en comptes d'eliminar directament tot estímul; això provoca efectes similars a la deprivació sensorial.
Algunes tècniques de deprivació sensorial s'han utilitzat per part de les forces armades de l'OTAN, com a mètode per interrogar presoners. En un cas determinat, el Tribunal Europeu de Drets Humans va resoldre que l'ús de cinc tècniques per part de forces de seguretat britàniques a l'Irlanda del Nord eren pràctiques degradants i inhumanes.